# Erzbistum Armagh
Das Erzbistum Armagh (lateinisch Archidioecesis Armachana, irisch Ard-Deoise Ard Mhacha, englisch Archdiocese of Armagh) ist eine römisch-katholische Erzdiözese mit Sitz in Armagh. Das Gebiet des Erzbistums liegt überwiegend in Nordirland und zu einem kleineren Teil in der Republik Irland.

## Geschichte
Das Bistum Armagh wurde im Jahre 445 durch Papst Leo den Großen errichtet. 1152 wurde das Bistum Armagh durch Papst Eugen III. zum Erzbistum erhoben.
Der Erzbischof von Armagh ist zugleich römisch-katholischer Primas von ganz Irland. Von 1893 bis 2007 wurden alle Erzbischöfe von Armagh zu Kardinälen kreiert, sodass Armagh als traditionell mit der Kardinalswürde verbundener Bischofssitz galt.

## Territorium der Kirchenprovinz Armagh
Die Kirchenprovinz Armagh liegt sowohl auf dem Gebiet von Nordirland (NI) als auch auf dem Gebiet der Republik Irland (RI); es umfasst die Countys Armagh (NI) und Louth (RI) sowie Teile der Countys Londonderry und Tyrone (NI) sowie des County Meath (RI).

## Weblinks

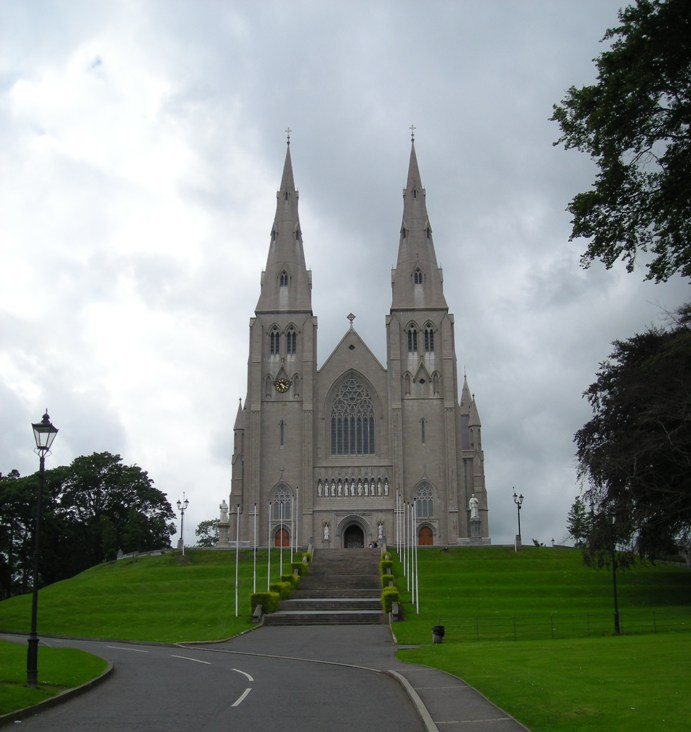
St Patrick’s Cathedral in Armagh